# The Hill We Climb
The Hill We Climb ("La collina che scaliamo") è una poesia spoken word composta da Amanda Gorman e recitata da lei stessa all'insediamento di Joe Biden il 20 gennaio 2021. La poesia fu scritta nelle settimane successive alle elezioni presidenziali negli Stati Uniti d'America del 2020, con significativi passaggi scritti la notte del 6 gennaio 2021, in reazione all'assalto al Campidoglio. Gorman aveva 22 anni quando recitò la poesia, divenendo così la più giovane poetessa mai intervenuta in una cerimonia di insediamento presidenziale USA.
La poesia fu scritta per esortare ad "unità e collaborazione e solidarietà" tra gli americani e enfatizzare le opportunità portate dal futuro. "The Hill We Climb" fu ampiamente apprezzata per il suo messaggio, le parole usate, e la recitazione. La critica in genere considerò questa esecuzione uno dei punti salienti della cerimonia di insediamento. Molti percepirono che la poesia rappresentava un richiamo all'unità e sarebbe rimasta importante anche al di fuori della cerimonia di insediamento. Gorman attirò molta attenzione, specie sui social media, dopo la recita e due successivi libri di Gorman raggiunsero le vette dei best seller.

## Antefatto e composizione

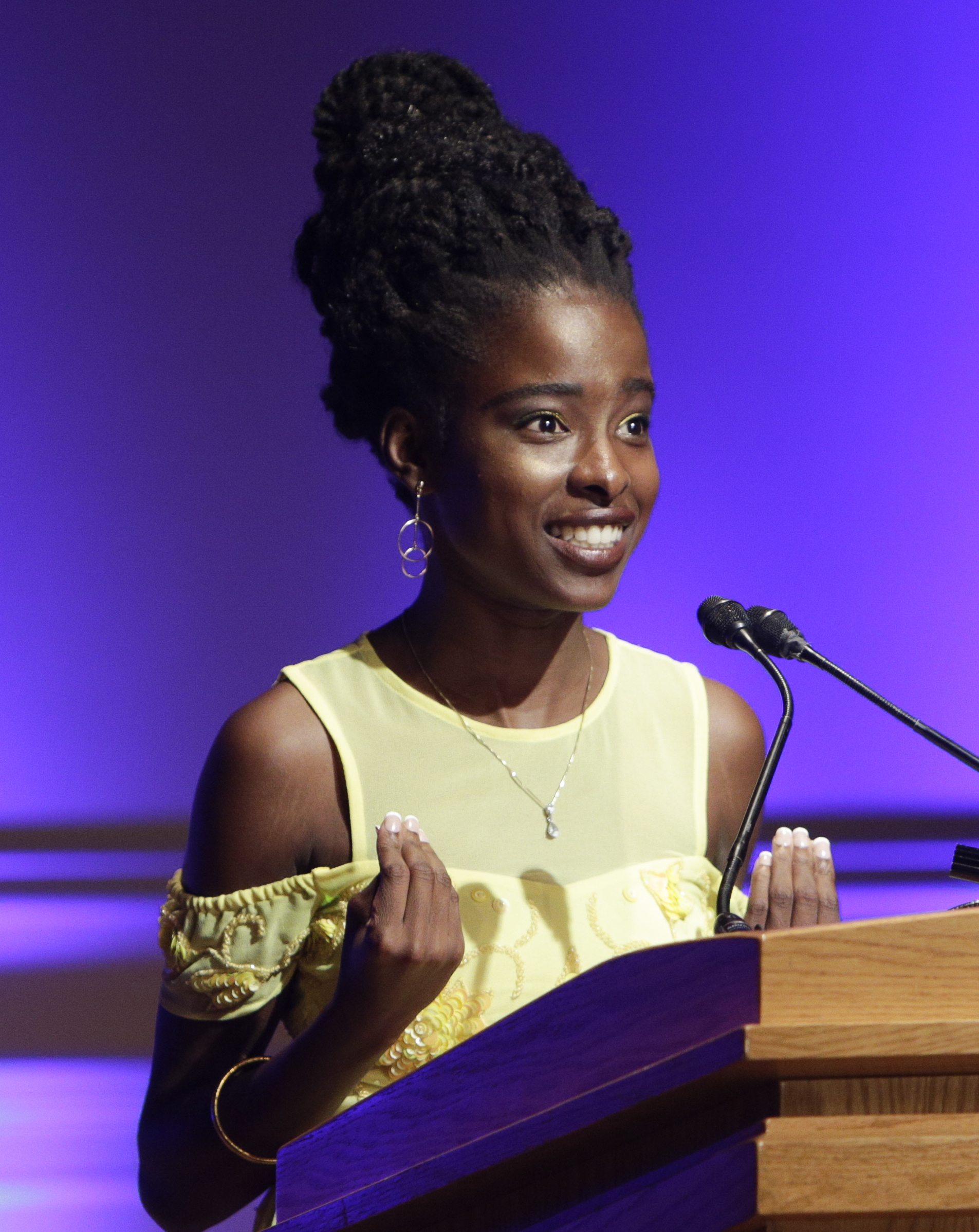
Gorman nel 2017

Amanda Gorman è una poetessa americana di Los Angeles (California). Nel 2017, all'età di 19 anni, giunse prima alla manifestazione National Youth Poet Laureate. Il 14 gennaio 2021 l'Inaugural Committee, che stava organizzando l'insediamento di Joe Biden, annunciò che Gorman avrebbe declamato una poesia in occasione della cerimonia del 20 gennaio. Gorman raccontò di aver iniziato a scrivere la poesia all'inizio di gennaio riesaminando poesie di precedenti poeti intervenuti ad insediamenti presidenziali, tra cui Robert Frost e Maya Angelou. Studiò anche oratori famosi quali Abraham Lincoln, Frederick Douglass, Martin Luther King Jr., e Winston Churchill. Gorman parlò anche con Richard Blanco e Elizabeth Alexander, due poeti che si erano esibiti in precedenti insediamenti.
Nel dicembre 2020 la moglie di Biden, Jill Biden, chiese a Gorman di recitare una poesia alla cerimonia di insediamento. Fu informata di essere stata prescelta il 30 dicembre 2020, e le fu richiesto di scrivere una poesia in linea con il tema complessivo dell'insediamento "America unita", ma senza altre indicazioni. Gorman scrisse alcuni versi al giorno, ed aveva scritto circa metà della poesia quando il 6 gennaio avvenne l'assalto al Campidoglio. Gorman disse a The New York Times che faceva fatica a terminare la poesia e sperava che sarebbe stata adeguata. In un'intervista con CBS News, disse che l'assalto segnò "il giorno in cui la poesia venne davvero al mondo" dato che lei vi inserì quegli eventi. Gorman finì la poesia nella notte del 6 gennaio.
Gorman, che aveva sofferto di un disturbo del linguaggio da bambina, aveva ventidue anni quando lesse la poesia, divenendo la più giovane poetessa ad esibirsi ad un insediamento presidenziale. Fece numerose prove prima dell'effettiva recita. Cercò di usare la poesia come un'opportunità di invitare all'"unità e collaborazione e solidarietà".

## Contenuto
«Quando arriva il giorno, usciamo dall'ombra infuocati e senza paura. La nuova alba fiorisce mentre la liberiamo. Perché la luce c'è sempre. Se solo siamo abbastanza coraggiosi da vederla. Se solo siamo abbastanza coraggiosi da esserla.»

— Amanda Gorman, The Hill We Climb
"The Hill We Climb" fu recitata da Gorman in circa cinque minuti e consta di 723 parole. Inizia con il verso "Quando arriva il giorno, ci chiediamo dove possiamo trovare luce in questa ombra senza fine?" e poi descrive l'assalto al Campidoglio come "una forza che frantumerebbe la nostra nazione invece di condividerla" prima di dichiarare che "se anche la democrazia può essere ritardata per un periodo, non può mai essere sconfitta permanentemente". Ha parlato anche delle sue origini, dato che discende da schiavi, e dei suoi sogni per il futuro. Descrisse l'America come "non spaccata ma semplicemente incompiuta" e notò le sue sconfitte ma anche le opportunità di riconciliazione. Gorman utilizza un gran numero di allitterazioni e di "rassicuranti aforismi".
La poesia contiene parecchi riferimenti al musical Hamilton. Dopo l'insediamento, commentando i complimenti ricevuti da parte di Lin-Manuel Miranda, sceneggiatore di Hamilton, Gorman spiegò che la sua poesia comprendeva riferimenti al musical; The Associated Press scrive che fra tali riferimenti c'è il verso "La storia tiene gli occhi su di noi", che riecheggia la canzone da Hamilton "History Has Its Eyes On You". La poesia richiama anche la Bibbia, citando Michea 4,4: "che ognuno si siederà sotto la propria vite e il proprio fico, e nessuno lo spaventerà", un versetto citato nella canzone di Hamilton "One Last Time".

## Giudizi
La poesia fu accolta con ampio favore da personalità quali Lin-Manuel Miranda, Oprah Winfrey, Hillary Clinton, Stacey Abrams, Michelle Obama, e Barack Obama. La critica giudicò la poesia molto bene, commentando che avrebbe probabilmente mantenuto importanza anche oltre il contesto dell'insediamento. Molti critici definirono la poesia come un momento saliente della cerimonia e gradirono il messaggio di Gorman verso l'unità, le riflessioni sul passato, e la speranza per il futuro.
Il critico di The Guardian considerò la poesia un tour-de-force per Gorman, mentre The Wall Street Journal la descrisse come un "ruolo da protagonista" e notò che per una volta stava guadagnando followers su Twitter ad un ritmo superiore a quello di Joe Biden. Jeneé Osterheldt in The Boston Globe elogiò la poesia come "uno spiritual per sempre da cantare. Una poesia per noi". Commentò che il messaggio di Gorman potrebbe riguardare ogni ragazza afroamericana che ha un sogno, e suggerì un'analogia con Kamala Harris. Osterheldt confrontò anche la poesia e com'era stata recitata a "On the Pulse of Morning" di Angelou che era stata recitata al primo insediamento di Bill Clinton nel 1993 ed al suo messaggio a "A Dream Deferred" di Langston Hughes. Shayla Harris scrive su Ebony, "Le sue toccanti riflessioni sul passato del Paese e la sua idea di progresso sono state rappresentate con una recitazione magistrale. Con la sua performance Gorman si è tracciata uno spazio nella tradizione orale afroamericana".
Il critico di BBC News Will Gompertz descrisse la poesia come "una poesia ben ritmata e ben calibrata per un'occasione speciale" che sarebbe risuonata oltre l'inaugurazione di Biden, e elogiò Gorman per averla pronunciata con "grazia". The Atlantic descrisse la lettura come "impeccabile". Un critico della NPR elogiò la lettura di Gorman, la sua poesia, e il suo messaggio. Dwight Gardner, che teneva la rubrica "Critic's Notebook" su The New York Times scrisse che Gorman era "un promemoria personificato del fatto che se l'inverno è qui, allora la primavera non può essere molto lontana", e "se la sua esibizione vi ha vagamente fatto sentire che avevate avuto una trasfusione di sangue, era forse perché potevate percepire l'inizio di una ricostituita connessione in America tra vita culturale e politica."
Liesl Schillinger in The Guardian descrisse la recita della poesia come il momento culminante dell'ascesa di Gorman nel divenire "la voce di una nuova era americana" e definì il verso finale un "grido di battaglia poetica". Notò anche la "sicurezza e il portamento" di Gorman "la facevano sembrare fuori portamento". Seth Perlow, un insegnante della Georgetown University, scrisse nel Washington Post che benché Gorman faccia uso di "generici americanismi", ha reso speciale la poesia "interpretando con notevoli dinamismo e grazia". Gli parve che "The Hill We Climb" non valesse quanto "Praise Song for the Day" di Alexander ma che la lettura di Gorman fosse la migliore mai tenuta ad un insediamento presidenziale.
La giornalista Melanie McDonagh su The Spectator giudicò sfavorevolmente la poesia, affermando che aveva "rubato la scena" dell'insediamento, ma in sé la poesia era incomprensibile e scritta malamente.
Nel maggio 2023 la poesia venne proibita per l’uso didattico in una scuola elementare della Florida.

### Abbigliamento

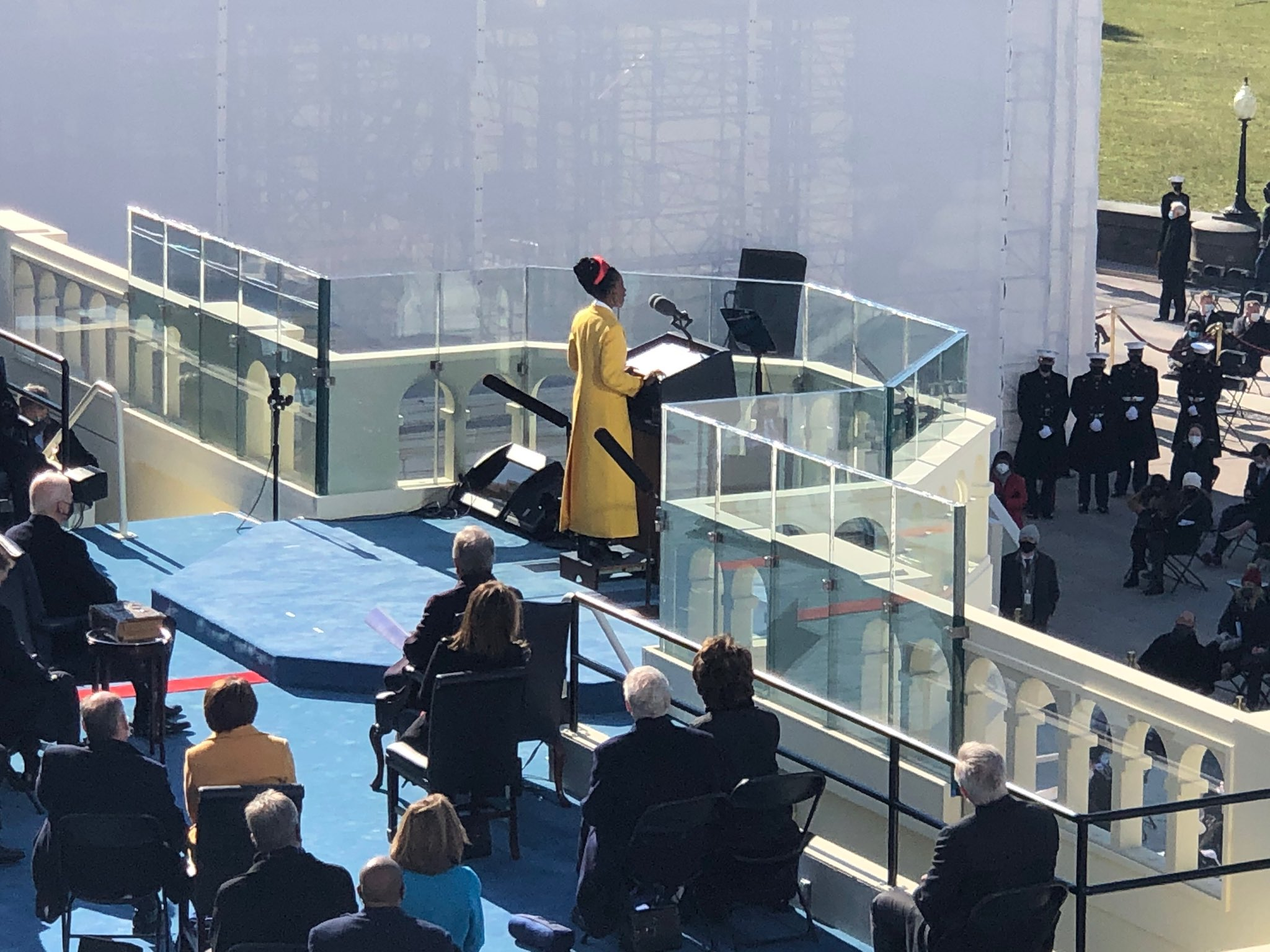
Un'inquadratura posteriore di Gorman sul palco della recita.

Parecchi cronisti notarono l'abbigliamento di Gorman, che comprendeva gioielli che le erano stati dati da Winfrey, un cappotto giallo disegnato da Miuccia Prada, e sui capelli una fascia a sbuffo di raso, sempre disegnata da Prada. Intese onorare Angelou indossando un anello che riproduceva un uccello in gabbia, richiamando I Know Why the Caged Bird Sings di Angelou.

## Pubblicazione
Poco dopo l'insediamento, Penguin Young Readers annunciò la pubblicazione di 150 000 copie rilegate in copertina rigida della poesia nella primavera 2021, con inizio stabilito per il 27 aprile. La poesia sarà anche inclusa in una raccolta intitolata The Hill We Climb. Sarà la prima raccolta di poesie di Gorman pubblicata ed è in programma che sia diffusa da Viking Books for Young Readers in settembre 2021. Il giorno dopo l'insediamento, The Hill We Climb e Change Sings, un libro illustrato di Gorman sempre programmato per la pubblicazione da Viking nel settembre 2021, furono i due libri cartacei che vendettero di più su Amazon.com e Barnes & Noble.

### Controversie riguardanti la traduzione del testo
Nel marzo 2021 Marieke Lucas Rijneveld fu scelto per tradurre in olandese la raccolta di poesie di Gorman. La decisione, approvata dall'autrice, fu criticata da persone tra cui l'attivista Janice Deul perché Rijneveld (che si dichiara non-binario dal punto di vista del genere) è biologicamente uomo e bianco, e non sarebbe dunque stato in grado di farsi fino in fondo portavoce di una donna afroamericana. Il poeta alla fine ha abbandonato traduzione.
Più tardi, nello stesso mese, Víctor Obiols è stato escluso dalla traduzione del poema in catalano per motivi analoghi dall'editore Univers, dopo aver peraltro già completato la traduzione. Il traduttore ha affermato alla AFP di aver saputo dall'editore che stavano cercando un profilo diverso: "donna, giovane, attivista e preferibilmente nera". Ha anche aggiunto: "Se non posso tradurre un poeta perché è una donna, giovane, nera, un'americana del XXI secolo, non posso nemmeno tradurre Omero perché non sono un greco dell'VIII secolo a.C. O non posso tradurre Shakespeare perché non sono un inglese del XVI secolo."
La traduzione tedesca è stata affidata a Kübra Gümüşay, Hadija Haruna-Oelker e Uda Strätling, anche se Gümüşay e Haruna-Oelker non avevano mai lavorato come traduttrici. La rivista austriaca Der Standard ha giudicato la traduzione "estremamente fallimentare".. Il lavoro è stato del resto criticato anche da altri media.
I traduttori in varie lingue si divisi su chi potesse e dovesse tradurre l'opera di Gorman. Critici come Deul sostenevano che solo una giovane donna nera potesse tradurre adeguatamente il poema, mentre altri sostenevano che questo fosse un ideale poco realizzabile, specie se si considera la scarsità di traduttori competenti che corrispondono a quelle specifiche. Il traduttore Aaron Robertson ha descritto questo dibattito come "un momento spartiacque".